# Flavio Behring
Flavio Behring (Rio de Janeiro, 21 de novembro de 1937) é um Grande Mestre, faixa vermelha 9° grau de Jiu-jítsu. Foi aluno do Grande Mestre Hélio Gracie e é pai de Sylvio Behring mestre de Jiu-jítsu, e Marcelo Behring. Iniciou sua carreira no Jiu-jitsu em 1947, tendo, em 2020, completado 83 anos de idade e 70 de dedicação ao Jiu-jítsu brasileiro. Flavio está à frente da GM Flavio Behring International Association, comandando academias de Jiu-Jitsu em 8 países. 

## História no Jiu-Jitsu

### Infância e adolescência
Sua infância aconteceu em meio a crises constantes de asma, o que o impedia de praticar atividades físicas com regularidade, até que, por incentivo de seu pai, encontrou o Jiu-Jitsu  Assim, Flavio começou a treinar Jiu-Jitsu em 1947, aos 10 anos de idade, tendo aulas particulares na casa do Grande Mestre Helio Gracie, no Rio de Janeiro.  Também teve como instrutor o Grande Mestre João Alberto Barreto, de quem posteriormente se tornaria assistente por conta de seu destaque nos treinos, inclusive assumindo no ano de 1955 o posto de professor em uma ocasião onde João Alberto esteve lesionado. 
Sua primeira luta foi aos 15 anos contra um estudante do Grande Mestre Oswaldo Fadda e faixa preta de Judô. Flávio relatou em entrevista que, por mais que tenha sido derrubado diversas vezes durante a luta, conseguiu ganhar de seu oponente com um estrangulamento que o fez desmaiar.

### Vida adulta
Já na vida adulta, é na academia de João Alberto Barreto que Flávio Behring inicia seus filhos Sylvio e Marcelo no Jiu-Jitsu, conciliando os treinos com sua carreira profissional na área do Marketing. . No ano de 1970, Flavio abre sua primeira academia, tendo como sócio Ricardo Murgel, na Barra da Tijuca, Rio de Janeiro. 
Em 5 de setembro de 2006, Flavio é diplomado Grande Mestre de Jiu-jítsu pela Confederação Brasileira de Jiu-Jitsu (CBJJ). 

#### O retorno à faixa branca
Em novembro de 2017, ano em que completou 80 anos de vida e 70 de prática do Jiu-Jitsu, Flavio Behring voltou a amarrar seu kimono com a faixa branca. Flavio afirma ter sido este um ato simbólico, com a intenção de demonstrar que o conteúdo intelectual e espiritual não depende da cor da faixa que se usa nos tatames. A faixa representaria apenas o tempo dedicado ao Jiu-Jitsu, sendo a faixa vermelha sinal de uma vida inteira de dedicação e a competência, essa sim, um fator determinante para a afirmação da qualificação de um lutador. 